# 高山下的花环

電影海報

《高山下的花环》（香港上映用名《衛國軍魂》）是1984年上映，改编自李存葆同名中篇小说的中国大陆电影，故事讲述了一个解放军边防连队在中越战争的战前、战中和战后的经历。

## 主要登场人物
- 赵蒙生：高干子弟。为了调动工作，才到九连当指导员。对他这种依靠关系的“空降”做法，连长梁三喜尽量迁就，而靳开来直接表示不屑和反感。没成想战争让这场权宜调动“假戏成真”，直接变成战场赴死的风险。其母把求情电话打到雷军长的指挥所，要求调走赵，不料军长坚决不买账，公开斥责这种属于“临阵脱逃”。耻辱激发了赵蒙生为了维护其尊严而走上战场。受到战争洗礼的赵蒙生，最终得以全身而退并立功，获得调令却主动决定留在九连。
- 梁三喜：九连连长，来自沂蒙山区的农家子弟，是家中唯一的男劳力。梁三喜的大哥为革命牺牲，二哥死于文革。父亲在文革中致病，家庭因此贫困。梁在越南身先士卒，中弹牺牲，至死惦念着欠连队和战友的账。
- 靳开来：九连老兵，排长，军事素质过硬（喜爱穿着印有“优秀射手”字样的奖品背心），因耿直被认为爱发牢骚而不受重用，战前一直要求转业。开战才被提升为副连长，在为九连解决采水问题时触雷牺牲。因生前的“作风问题”及死因不属于官方承认的战斗行动，至死没有获得正式的“立功”。知晓实际情况的战友特别是赵蒙生，对靳所受的待遇感到不公。
- 雷震：九连所在的军长，久经沙场的老将，与赵蒙生家族有历史渊源。在国共内战期间曾被时任卫生员的赵母所救，其后曾任赵父的警卫员。
- 雷凯华：外号“小北京”，作为战斗骨干被调入九连的补充兵，爱好研究军事理论，有志于当元帅，战斗中尝试发射“八二无”摧毁越军碉堡，但因接连两发臭弹(据梁三喜根据炮弹生产时间的推断，是“批林批孔”运动导致劣质品流入部队）而牺牲。死后众人才发觉其身份是雷军长的儿子。

## 制作
影片制作之前，已有十几部改编自《高山下的花环》的话剧问世。导演谢晋派人去观看了所有的改编话剧，并列出了饰演每个角色最好的演员。谢晋选择了很多当时不为人所熟悉的演员，如吕晓禾、何伟，而他们都凭此片获奖。谢晋选择唐国强出演，并在拍摄中鼓励他改变自己的形象。李默然曾有意饰演军长，但是谢晋选择了童超。谢晋鼓励演员突破了以往同类电影在描绘角色牺牲等桥段时的程式化表达。
影片在云南拍摄，多兵种部队协助了影片的拍摄。片中部分壕沟战的镜头在真实战场挖掘的壕沟中拍摄，摄制组有时距离越军不到2公里，处在越军高地的视线范围内。摄制组有时需要抢在中越两军战斗的间隙进行拍摄。有时演员在结束拍摄返回途中，因其依然身着演出服装，会被路过的当地居民误以为他们是刚从前线上负伤下来的战士。一些协助了影片拍摄的军人在后来的对越作战中陆续牺牲。

### 制作人员
- 导演：谢晋
- 副导演：武珍年
- 编剧：李准、李存葆
- 编辑：丁玉玲
- 摄影：卢俊福、沈杰、朱永德
- 副摄影：周福星
- 美术：仲永清
- 副美术：邱源
- 作曲：葛炎
- 录音：朱伟刚
- 剪辑：周鼎文
- 化妆：沈克强、洪美娟
- 照明：周学银
- 置景：徐美忠、陈世成
- 绘景：林福增、张元鼎
- 服装：林福源
- 道具：徐国梁
- 烟火：叶毛根、钱建成
- 泥塑：郭仁萍
- 拟音：过敏
- 演奏：上海电影乐团
- 指挥：王永吉

## 主要演员
- 吕晓禾　　饰演：梁三喜
- 唐国强　　饰演：赵蒙生
- 何　伟　　饰演：靳开来
- 童　超　　饰演：雷　震
- 盖　克　　饰演：韩玉秀
- 王玉梅　　饰演：梁大娘
- 刘燕生　　饰演：吴　爽
- 斯琴高娃　饰演：杨改花
- 倪大宏　　饰演：段雨国
- 何　毅　　饰演：金小柱
- 石　磊　　饰演：雷凯华
- 李丹军　　饰演：炊事班长
- 贾玉兰　　饰演：柳　岚
- 管宗祥　　饰演：金彦中
- 李振平　　饰演：一班长
- 胡宗琪　　饰演：高干事
- 洪　军　　饰演：一排长

## 获奖情况
- 1985年第五届中国电影金鸡奖最佳编剧奖（李准、李存葆）、最佳男主角奖（吕晓禾）、最佳男配角奖（何伟）、最佳剪辑奖（周鼎文）。

- 第八届中国电影百花奖最佳故事片奖、最佳男演员奖（吕晓禾）、最佳男配角奖（何伟）、最佳女配角奖（王玉梅）

- 文化部1984年优秀影片一等奖。

## 发行

### 家庭影碟
碟影传媒于2023年08月17日限量发行了该片的收藏版蓝光。包含修复后完整正片，副导演武珍年和电影学者石川评论音轨。收录了制作成员和影评人的相关访谈，电影书册，电影台本，明信片，海报及剪报。